# NGC 115
NGC 115 (другие обозначения — ESO 350-17, MCG −6-2-6, PGC 1651) — спиральная галактика с перемычкой (SBbc) в созвездии Скульптор.
Этот объект входит в число перечисленных в оригинальной редакции «Нового общего каталога».
Галактика NGC 115 входит в состав группы галактик NGC 134. Помимо NGC 115 в группу также входят NGC 131, NGC 134, IC 1555, NGC 148, ESO 410-18 и NGC 150.
Галактика низкой поверхностной яркости в инфракрасном диапазоне. Чаще всего такие галактики небольшого размера, однако NGC 115 достаточно крупная. 